# 薩摩號戰艦
薩摩（さつま）是大日本帝國海軍薩摩級準無畏艦的一號艦，得名自今屬鹿兒島縣的薩摩國。本艦是日本第一艘國產戰艦，雖然未正式參與第一次世界大戰，但其仍於1914年時帶領一個海軍分艦隊前往佔領了數個德國於太平洋上的殖民地。在1922年華盛頓海軍條約的規範之下，薩摩號戰艦於同年度被解除武裝，後於1924年作為靶艦被擊沉。

## 背景
日俄戰爭時，大日本帝國海軍提出了《1904年戰爭海軍補充計畫》的整備方案，並於同年下訂了薩摩級戰艦。與先前的香取級前無畏艦不同，薩摩級戰艦是日本海軍首次向國內造船廠訂購的戰艦。不過，薩摩號戰艦仍然使用了許多進口的外國製零件。該級戰艦原先計畫搭載12吋艦砲（305毫米）作為主要武裝，但後來卻因為日本國內缺乏如此大口徑的艦砲，同時為了減低建造費用，因此將12吋艦砲的數量減至僅有四門。

## 設計與概述

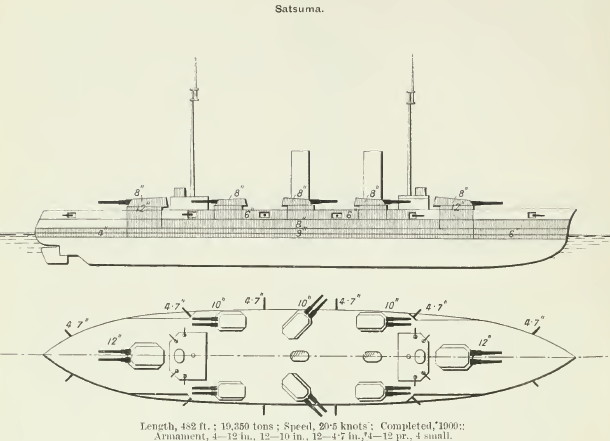
薩摩號戰艦的手繪右視與俯視圖。

薩摩號戰艦全長146.9公尺，最大寬度25.5公尺，正常吃水深度為8.4公尺。正常裝載的情況下，薩摩號戰艦的排水量可達19,683公噸。其艦上官兵數依狀況不同而有異，可能為800人至940人不等。
薩摩號戰艦採用20座宮原式混燒鍋爐，驅動兩具船用蒸汽引擎，並帶動兩隻螺旋槳作為推進動力；燃料則為煤炭或重油。兩具引擎理論上共可輸出17,300匹馬力（12,900千瓦），並可達到18.25節（每小時33.8公里）的最大速度。在實地測試中，薩摩號的動力套件共輸出了18,507匹馬力（13,801千瓦），速度亦達到18.95節（每小時35.1公里）。艦上攜帶的燃油與煤炭可供給該艦以10節（約每小時19公里）的航速行駛約9100海里（約16,900公里）。
薩摩號戰艦裝備了四門裝載於兩個雙聯裝砲塔上的41年式45倍徑12吋艦砲，艦體前後各兩門。41年式艦砲最遠可將重386公斤的穿甲彈發射至22,000公尺外。次要武裝包含六個搭載41式10吋艦砲的雙聯裝砲塔，艦身左右舷側各三個砲塔。由於該艦的次要武裝口徑大於9吋（229毫米），因此薩摩號被認為已達準無畏艦的標準。
薩摩號裝備了12門41年式4.7英吋40倍徑速射砲，安裝於艦體的左右舷側。艦上也裝載了四門QF 12磅40倍徑速射砲以及四門QF 12磅28倍徑速射砲。此外，薩摩號還配有5具18英吋（457毫米）水下魚雷發射管，艦身左右各兩具，另一具則位於船尾。
薩摩級戰艦的水線裝甲帶均裝有克虜伯式接合裝甲，其最大厚度可達9英吋（229毫米）。裝甲厚度越往艦身前後兩側延伸越為薄弱，至艦尾附近僅有約4英吋（102毫米）的裝甲保護。砲塔裝甲的平均厚度為為6英吋（152毫米）。砲座裝甲為7～9.5英吋厚（180～240毫米）。主砲塔裝甲的最大厚度可達8英吋（203毫米）。甲板裝甲為2～3英吋厚（51～76毫米），司令塔則有約6英吋的裝甲防護。

## 建造與服役生涯
薩摩號戰艦得名自日本古代的令制國薩摩國。該艦於1905年5月15日在橫須賀海軍工廠鋪設龍骨，後於1906年11月15日在明治天皇、海軍大臣與其他政府高官的主持下舉行下水典禮，並最終於1910年3月25日完工。薩摩號下水時是當時全球噸位最重的戰艦。
1911年8月5日，薩摩號戰艦的一門12吋主砲在一場砲術演習中因未能正常擊發而誘發了膛炸。一段時間後，修復人員試圖開啟主砲後膛以檢視受損狀況，但這個舉動卻再次引燃膛室內殘餘的推進火藥，並引發爆炸；此次意外共造成16位修復人員與數位軍官殉職。
該艦於1912年9月22日因颱風侵襲而輕微受損。1914年8月第一次世界大戰爆發時，薩摩號被編入第一分遣艦隊。該艦後來被重編入第二南海艦隊，並在艦隊中擔任海軍中將松村龍雄（まつむら たつお）的旗艦，後於1914年10月參與了奪取德屬加羅林群島與帛琉群島的行動。
薩摩號於1915年重返第一分遣艦隊，後於1916年進入佐世保海軍工廠進行升級。該艦在戰爭中的不明時間點被加裝了2門QF 12磅高射砲。
1922年，在華盛頓海軍條約的規範下，薩摩號戰艦被解除武裝，並於翌年9月20日除役，隨即轉為靶艦。該艦於1924年9月7日在東京灣附近的房總半島被陸奧號戰艦與長門號戰艦擊沉。

## 腳註
1. ↑  Itani, Lengerer & Rehm-Takahara, p. 53
2. 1 2  Evans & Peattie, p. 159
3. 1 2 3 4 5  Gardiner & Gray, p. 238
4. 1 2 3 4 5 6 7 8  Jentschura, Jung & Mickel, p. 23
5. 1 2 3 4 5 6  Preston, p. 195
6. ↑  Friedman, pp. 272
7. ↑  Itani, Lengerer & Rehm-Takahara, p. 67
8. ↑  Silverstone, p. 336
9. 1 2  . New York Times (New York Times Co.). 16 November 1905  [11 June 2013]. （原始内容存档于2016-03-04）.
10. ↑  Schencking, pp. 117–18
11. ↑  . Daily Herald (Adelaide, South Australia). 7 August 1911: 5  [13 July 2013]. （原始内容存档于2014-01-01）.
12. ↑  . The Manning Times. 2 October 1912  [13 July 2013]. （原始内容存档于2019-03-06）.
13. ↑  Peattie, pp. 42–43

## 外部連結
- Materials of the Imperial Japanese NavyArchive.today的存檔，存档日期2012-07-10
- New York Times article on launch （页面存档备份，存于）